# Areines
 Areines  es una población y comuna francesa, en la región de Centro, departamento de Loir y Cher, en el distrito de Vendôme y cantón de Vendôme-2. Está integrada en la Communauté de communes du Vendômois Rural .

## Demografía
| 230 | 289 | 379 | 530 | 555 | 532 |
| Para los censos de 1962 a 1999 la población legal corresponde a la población sin duplicidades (Fuente: INSEE [Consultar]) |     |     |     |     |     |

Forma parte de la aglomeración urbana de Vendôme.